# Metagyndes martensii
Metagyndes martensii is een hooiwagen uit de familie Gonyleptidae.